# Билефельдский заговор

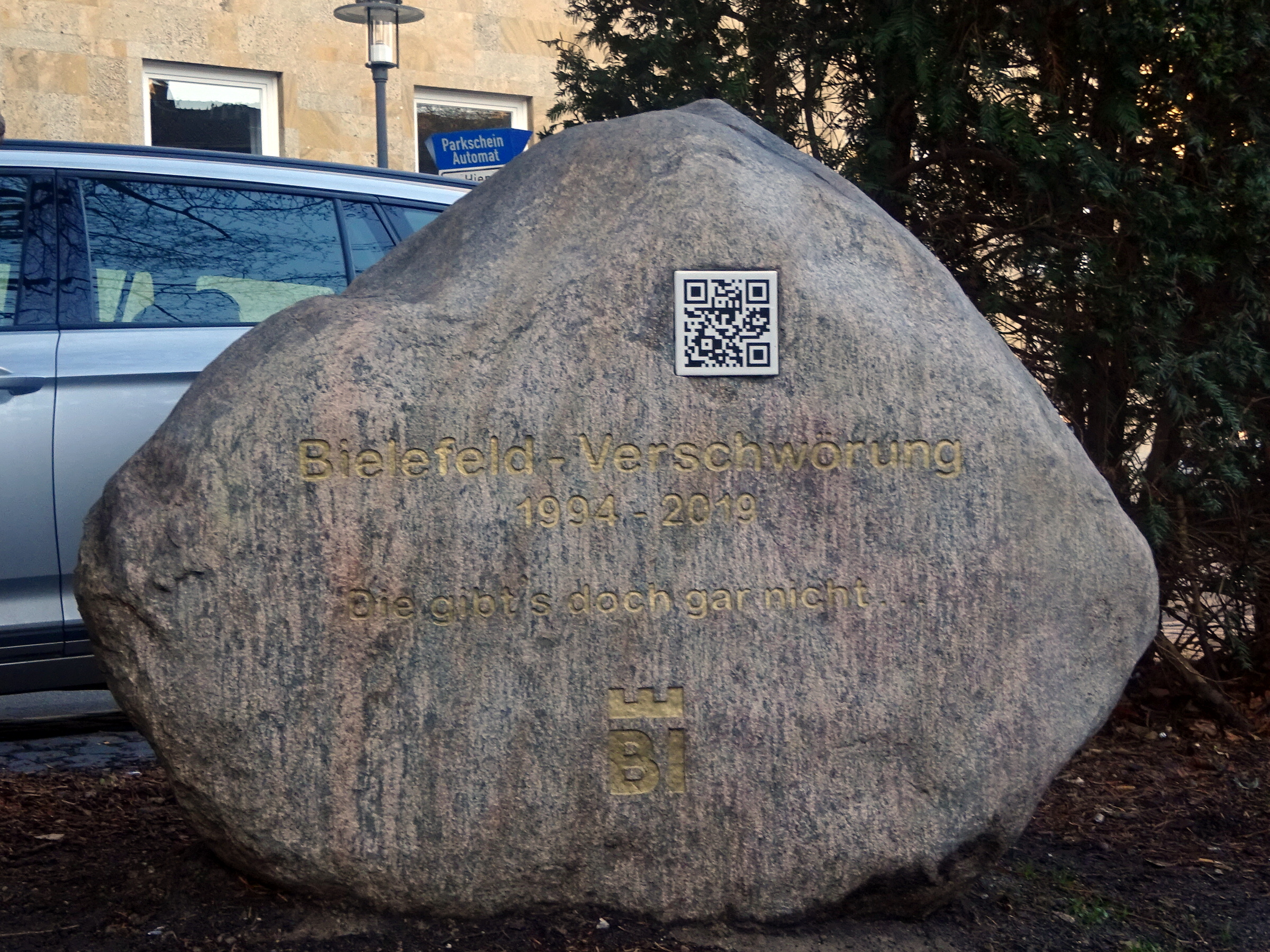
Мемориальный камень в честь окончания Билефельдского заговора.

Билефельдский заговор (нем. Bielefeldverschwörung) — сатирическая теория, оспаривающая существование города Билефельд и в юмористическом стиле иллюстрирующая аргументацию сторонников теорий заговора. Впервые опубликованная в 1994 году, она стала одним из самых известных интернет-мемов среди немецких интернет-пользователей, а позже получила широкое распространение и вне интернета.

## Содержание
Согласно этой теории заговора, город Билефельд на территории немецкой земли Северный Рейн — Вестфалия на самом деле не существует. Все данные, указывающие на его существование, являются частью всемирного заговора, стремящегося убедить человечество в существовании города. Сторонники этой теории именуют участников заговора как SIE («они»).
Людям, оспаривающим теорию, предлагается задавать три вопроса:
1. Знаете ли вы кого-нибудь из Билефельда?
2. Были ли вы когда-нибудь в Билефельде?
3. Знаете ли вы кого-нибудь, кто когда-нибудь был в Билефельде?

В случае, если человек отвечает «нет» на все три вопроса, это считается доказательством истинности теории. В противном случае отвечающий или тот знакомый, на которого ссылается отвечающий при ответе на первый или третий вопросы, причисляются к соучастникам заговора.

## История
Теория заговора впервые была обнародована в новостной группе 16 мая 1994 года Ахимом Хельдом, студентом факультета информатики Университета Киля. Оттуда она распространилась в германоязычном интернет-пространстве и до сих пор сохраняет определённую популярность.
Разыгрывающие в шутку называют организаторами заговора ЦРУ, Моссад или пришельцев, которые используют Билефельдский университет в качестве прикрытия для их космического корабля.
В телеинтервью, посвящённом десятилетию новостной группы, Хельд утверждал, что миф возник благодаря его публикации в Usenet, которая планировалась как шутка. Согласно Хельду, идея теории заговора возникла в его голове во время студенческой вечеринки во время разговора с заядлым читателем Нью-Эйдж-журналов.

## Официальный ответ
Горсовет Билефельда прилагает усилия для обеспечения публичной известности и общенационального имиджа Билефельда. До сих пор каждый день мэрия получает телефонные звонки и электронные сообщения, в которых высказывается сомнение в существовании города.
В 1999 году, спустя пять лет после того, как миф начал распространяться, горсовет заявил в прессе о том, что Bielefeld gibt es doch! («Билефельд всё-таки существует!»). Тем не менее, дата обнародования заявления была выбрана неудачно — 1 апреля (День дурака); это дало повод сторонникам теории в очередной раз подтвердить «правдивость» заговора. 
Власти немецкого города Билефельд готовы заплатить миллион евро тому, кто докажет, что города не существует. Теория о том, что города на самом деле нет, появилась как пародия на конспирологию, но в итоге настолько прижилась, что даже Ангела Меркель шутила на эту тему.

## Фильм
В 2009 году студенты факультета кино Билефельдского университета начали проект по разработке фильма, в основу которого лёг Билефельдский заговор. Проект финансировался университетом и местными спонсорами. Большинство участников проекта — студенты и сотрудники университета; к съёмкам присоединились несколько профессионалов, в том числе актриса Юлия Каль и оператор Александр Бёке. Сценарий написан Томасом Вальденом. Премьера фильма состоялась в Билефельде 2 июня 2010 г.

## Другие вариации
- В Бразилии федеральный штат Акри тоже был объектом подобного розыгрыша с аналогичными использованием трёх вопросов, как и в билефельдской теории заговора, для того, чтобы доказать несуществование штата. Тем не менее, меньший акцент делался на части, касающейся заговора.
- В Италии регион Молизе играет ту же роль, что и Билефельд. Поскольку Молизе является родиной нескольких политических деятелей, таких, как министр юстиции Клементе Мастелла и бывший судья, известный своими антикоррупционными разоблачениями Антонио ди Пьетро, предполагается, что они тоже вовлечены в заговор.
- В USENET в 80-х ходила подобная шутка, касающаяся американского штата Северная Дакота[8]. В Интернете часто распространяются вариации на другие штаты «в глуши», такие как Небраска, Айдахо и Вайоминг. Относительно последнего, если ответит на вопрос № 1 Дик Чейни, то он будет «Естественно, одним из НИХ!».
- В сатирическом альманахе The Areas of My Expertise (Сферы моего опыта) Джон Ходжман утверждает, что Чикаго — это миф, и разоблачает общественную распространенную «сомнительную басню о Чикаго».
- Несколько современных интернет-сообществ притворяются, что Бельгия не существует. Эти убеждения происходят из публикации 1995 г. Лиле Запато[9].
- В Великобритании есть аналогичные шутки, утверждающие, что британские города Матлок, Уорксоп и Норталлертон не существуют.
- В Израиле объектом подобного розыгрыша является Петах-Тиква.
- В 90-х в Чили ведущий ТВ шоу «Plaza Italia» всегда начинал передачу со слов «Комбарбала не существует» — даже когда люди из Комбарбала отправляли ему письма и посылки для того, чтобы доказать, что они существуют.
- В Рунете существует аналогичная история относительно города Арзамас-16. Утверждается, что этот несуществующий город придумали в ЦРУ, чтобы обвинить СССР в разжигании «ядерной гонки».
- В Живом Журнале в 2011-м году была опубликована аналогичная теория заговора о Луганске[10]. В отличие от других теорий, автор подробно описывает историю и причины заговора.
- Существуют также теории об отсутствии Финляндии и Австралии.

## Внешние ссылки
- Bielefeldverschwoerung.de — оригинальная страница заговора